# Tiffany Hopkins
Tiffany Hopkins, pseudonimo di Claire Hauville (Mont-Saint-Aignan, 28 giugno 1981), è un'ex attrice pornografica francese.
La sua carriera si è svolta tra il 1999 e il 2007.

## Biografia
A diciannove anni Tiffany, che stava compiendo studi di commercio, interruppe la sua formazione quando conobbe il futuro marito nel mondo dei locali notturni. Poco tempo dopo venne notata in una discoteca dall'attrice hard Anastasia, che la introdusse nel mondo del porno. Dopo aver cominciato con produzioni amatoriali, andò dapprima a lavorare per la Blue One e successivamente per Fred Coppula, che progettava di farne la nuova Clara Morgane. Guadagnò notorietà, apparve sulla copertina di Hot-Vidéo e ricevette l'European X Award come migliore star a Bruxelles nel 2003.
All'inizio della sua carriera rifiutava certe pratiche estreme come le doppie penetrazioni anali o vaginali. In seguito, nel periodo in cui lavorava negli Stati Uniti (nel 2005), evolve verso lo stile gonzo. Dopo cinque anni e mezzo di cinema, Tiffany ha deciso di mettere fine alla sua carriera nel 2007. Ora si dedica a scoprire nuove attrici per V. Communications, mettendo anche a profitto la sua formazione commerciale.

## Riconoscimenti
- 2003 European X Award = Migliore star
- 2006 Ninfa Prize – nomination Best Supporting Actress – La Brigada Femenina[3]
- 2007 AVN Award – Candidatura come Female Foreign Performer of the Year[4]

## Filmografia
- Objectif: Star du X (2001)
- Roller Sex - Comme sur des roulettes (2001)
- Sodom's Girls (2001)
- 8. Sunde (2002)
- Arschgepoppte Teenies (2002)
- Camping Girls of Saint Tropez (2002)
- Folies d'Aurélie Catain (2002)
- Infirmières à domicile (2002)
- Legendarer Serien-Ficker 3 (2002)
- Lollipops 16 (2002)
- Luxure (2002)
- Rocco Super Motohard (2002)
- Xperiment (2002)
- Absolut Sex (2003)
- Anything You Want (2003)
- Backstage X 4 (2003)
- Baise-moi si tu veux (2003)
- France Nympho: Nympho 24H/24H (2003)
- French Connexxxion (2003)
- Liar (2003)
- Mes meilleures copines (2003)
- Night at the Bordello (2003)
- Palais des phantasmes (2003)
- Private Secretaries (2003)
- Rocco's Hardest Scenes (2003)
- Sulfureuse (2003)
- Virginie (2003)
- 1 Night in China (2004)
- Anal Expedition 4 (2004)
- Chrono Sex (2004)
- No Limit (2004)
- Priscila's Peep Show Fantasy (2004)
- Private XXX 18: Wet Dreams (2004)
- Psycho-Klinik (2004)
- Toxic Anal (2004)
- Vendeuses - Prêtes à niquer (2004)
- Vixens In Uniform (2004)
- Almost Jailbait 3 (2005)
- Anal Addicts 18 (2005)
- Anal Cavity Search 1 (2005)
- Anal Romance 2 (2005)
- Ass Obsessed 4 (2005)
- Bacchanales (2005)
- Black Dicks in White Chicks 10 (2005)
- Black Initiations 6 (2005)
- Bush Hunter 1 (2005)
- Butt Quest 4 (2005)
- Christoph's Beautiful Girls 19 (2005)
- Cumstains 6 (2005)
- Dual Invasion 3 (2005)
- Euro Domination 3 (2005)
- Fuck Club (2005)
- Fuck Dolls 4 (2005)
- Full Anal Access 5 (2005)
- Image Of Sex (2005)
- Jack's Playground 29 (2005)
- Jack's Teen America 9 (2005)
- Jeunes infimieres depravees (2005)
- Lusty Legs 4 (2005)
- Motel Freaks (2005)
- Mouth 2 Mouth 2 (2005)
- My Daughter's Fucking Blackzilla 1 (2005)
- New Trix 2 (2005)
- North Pole 56 (2005)
- O Ring Blowout (2005)
- Pirate Fetish Machine 22: 1-800-Fetish (2005)
- Porn Identity (2005)
- Private Tropical 21: Aphrodisiac (2005)
- Private XXX 21: Inside Sex, Sex Inside (2005)
- Private XXX 22: Stop In The Name Of Sex (2005)
- Private XXX 23: Fuck My Ass (2005)
- Private XXX 28: What Wet Bitches (2005)
- Pussy Kat (2005)
- Riding The Curves 2 (2005)
- Rocco: Top of the World (2005)
- Service Animals 19 (2005)
- Shemales Invade Italy (2005)
- Spring Chickens 11 (2005)
- Stretched Out Snatch 2 (2005)
- Taste Her Ass 2 (2005)
- Throat Gaggers 8 (2005)
- Tu bosses ou tu baises (2005)
- Young Natural Breasts 8 (2005)
- Concubines (2006)
- Eloge de la Chair (2006)
- JeuX interdits (2006)
- Nacho Rides Again (2006)
- Oksana Out Of Uniform (2006)
- Pretty Little Cum Catchers (2006)
- Private Sports 10: Le Tour Anal (2006)
- Rocco's Dirty Dreams 2 (2006)
- Sex Angels 2 (2006)
- Slam It Double Penetration (2006)
- Urgencies (2006)
- When Porn Stars Play 5: Sex Behind The Camera (2006)
- Whore De France (2006)
- Young Harlots: Le Chateau (2006)
- Ass Invaders 1 (2007)
- Demon (2007)
- Hot Rats 2 (2007)
- La Pervertie (2007)
- Private Life of Liliane Tiger (2008)
- Apprentass 10 (2009)
- Cumstains 10 (2009)